# Zoroaster (Schiff)
Die Zoroaster (russisch Зороастр bzw. in zeitgenössischer Schreibweise Зороастръ; Nebenform von Zarathustra) war ein Öltankschiff des schwedischen Unternehmers Ludvig Nobel, das 1878 fertiggestellt und 1879 in Betrieb genommen wurde. Sie gilt als weltweit erstes Öltankschiff moderner Bauart.

## Geschichte
Da im Gebiet um Baku (Aserbaidschan) sowohl Holzmangel als auch ein Mangel an geeigneten Küfern zur ausreichenden Produktion von Ölfässern herrschte, ließ Ludvig Nobel, der seit 1874 eine Lizenz zum Ausbeuten der Baku-Naphthaquellen nutzte, die Werft Motala Varv in Norrköping (Schweden) ein neuartiges Tankschiff für den Öltransport als flüssiges Massengut für den Binnenverkehr auf dem Kaspischen Meer konstruieren.
Die Bauwerft entwarf daraufhin den Dampfer Zoroaster mit 21 eingebauten zylindrischen Zisternentanks und mittschiffs angeordneter ölgefeuerter Kesselanlage. Nach dem Bau in Schweden wurde das Schiff zunächst wieder zerlegt und dann in Teilstücken mit Binnenkähnen über Kanäle und die Wolga (>3000 km Luftlinie) nach Baku transportiert, wo es wieder zusammengebaut und in Betrieb genommen wurde. Die senkrecht stehenden Zisternentanks nahm man später wieder heraus, schottete den Maschinenbereich mit wassergefüllten Kofferdämmen ab und nutzte den Großteil des Schiffsraums bis auf den Doppelboden als Tank. Auf diese Weise vollzog man an dem Schiff einen der entscheidenden schiffbautechnischen Schritte zum Bau späterer Öltanker moderner Bauart.
Die Pläne zum Bau der Zoroaster bildeten eine der Grundlagen des leitenden schwedischen Schiffbauingenieurs der Motalawerft, S. Alquist, zur Konstruktion späterer Tankschiffe, wie der Moses oder Petrolea.
Die Zoroaster diente der Gesellschaft Branobel rund 30 Jahre als Binnentanker zwischen Baku und Astrachan an der Wolga.
Die nach dem Zweiten Weltkrieg versenkte Zoroaster dient seitdem als Fundament der Hauptsiedlung der Ölplattform-Stadt Neft Daslari.